# La Torre (Cervià de Ter)
la Torre és un mas declarat bé cultural d'interès nacional al nord-oest del Castell de Cervià, de planta quadrangular. Presenta diversos finestrals gòtics, un d'ells conopial. A una de les llindes es pot llegir la data de 1643. L'únic element defensiu visible és una finestra espitllerada a la façana occidental.